# 小行星9184
小行星9184（英語：9184 Vasilij）是一颗围绕太阳公转的小行星。1991年8月2日，艾瑞克·怀特·埃尔斯特在拉西拉天文台发现了此天体。
这颗小行星的绝对星等为108.05430等。